# ایکس-نولت
ایکس-نولت (به فرانسوی: Aix-Noulette) یک کمون در فرانسه است که در پا-دو-کاله واقع شده‌است.

## خصوصیات
ایکس-نولت ۱۰٫۴۴ کیلومترمربع مساحت و ۳٬۷۹۸ نفر جمعیت دارد و ۷۵ متر بالاتر از سطح دریا واقع شده‌است.